# Satowan Village
Satowan Village är en ort i Mikronesiska federationen.   Den ligger i kommunen Satowan Municipality och delstaten Chuuk, i den västra delen av landet, 500 km väster om huvudstaden Palikir. Satowan Village ligger 24 meter över havet och antalet invånare är 955. Den ligger på ön Satowan.
Terrängen runt Satowan Village är mycket platt. Satowan Village är den högsta punkten i trakten. Satowan Village är det största samhället i trakten. 